# Zero Effect
Zero Effect és una pel·lícula estatunidenca escrita i dirigida per Jake Kasdan i estrenada el 1998.

## Argument
El guió alterna elements de pel·lícula policíaca, de comèdia, i de comèdia dramàtica.
La trama gira al voltant d'una investigació encarregada per l'adinerat Gregory Stark, hereu d'una riquíssima indústria de la fusteria, per trobar qui li sostreu diners des de fa algun temps, i de qui ja no suporta amenaces.

### Personatges principals
Daryl Zero és un detectiu privat brillant, però toxicòman, paranoic i megalòman, de comportament asocial i agorafòbic. 
Els seus trastorns mentals l'obliguen a contactar els seus clients per un intermediari del seu ajudant, l'advocat Steve Arlo. Antítesi social de Daryl Zero (tret d'una carrera professional igualment brillant), és quasi l'única persona a parlar-li de les relacions amb ell. 
Malgrat tot, les falses identitats que Daryl Zero adopta li permeten sortir de casa seva malgrat la seva agorafòbia, i dur a terme les investigacions.

## Repartiment
- Bill Pullman: Daryl Zero
- Ben Stiller: Steve Arlo
- Ryan O'Neal: Gregory Stark
- Kim Dickens: Gloria Sullivan
- Matt O'Toole: Kragan Vincent
- Angela Featherstone: Jess
- Hugh Ross: Bill
- Sarah DeVincentis: Daisy
- Margot Demeter: Clarissa Devereau